# باك أونيل
باك أونيل (بالإنجليزية: Buck O'Neil)‏ هو لاعب كرة قاعدة أمريكي، ولد في 13 نوفمبر 1911 في كارابيل في الولايات المتحدة، وتوفي في 6 أكتوبر 2006 في كانساس سيتي في الولايات المتحدة بسبب ابيضاض الدم ونوبة قلبية.

## وصلات خارجية
- باك أونيل على موقع الموسوعة البريطانية (الإنجليزية)
- باك أونيل على موقع ميوزك برينز (الإنجليزية)